# Raquel Prado
Raquel Prado (Caracas, Venezuela, 24 de abril de 1970) es una estadística bayesiana venezolana. Es profesora de estadística en la Escuela de Ingeniería Jack Baskin de la Universidad de California en Santa Cruz, y ha sido elegida presidenta de la Sociedad Internacional de Análisis Bayesiano para el mandato de 2019.

## Contribuciones
Prado es especialista en inferencia bayesiana para datos de series temporales. Es autora, junto con Mike West, del libro Time Series: Modeling, Computation, and Inference.

## Educación y carrera
Prado se graduó en la Universidad Simón Bolívar en 1993.Se doctoró en estadística en la Universidad de Duke en 1998. Su tesis, Latent Structure in Non-Stationary Time Series, fue supervisada por Mike West.
Tras completar su doctorado, regresó a la Universidad Simón Bolívar como profesora antes de trasladarse a Estados Unidos.

## Reconocimientos
En 1999 Prado y sus coautores, Andrew Krystal y Mike West, ganaron el Premio a la mejor aplicación estadística de la Asociación Estadounidense de Estadística por su trabajo sobre el análisis estadístico de datos electroencefalográficos.En 2013, Prado se integró a la Asociación Estadounidense de Estadística.